# Greg Heffley
Gregory "Greg" Heffley là một nhân vật hư cấu và là nhân vật chính của loạt tiểu thuyết viễn tưởng hiện thực Nhật ký chú bé nhút nhát bởi tác giả người Mỹ Jeff Kinney. Cậu được diễn xuất bởi Zachary Gordon và Jason Drucker lần lượt trong ba bộ phim đầu tiên và bộ phim thứ tư.

## Đặc điểm và vai trò
Greg ban đầu được lên ý tưởng vào đầu năm 1998, sau khi người sáng tạo Jeff Kinney cố gắng trở thành một họa sĩ truyện tranh trên báo. Trong tất cả những lần xuất hiện, Greg được miêu tả là một người ái kỷ, hầu như không có nhận thức về đạo đức, ích kỷ, đồng thời tỏ ra ám ảnh về việc trở nên giàu có và nổi tiếng. Cậu ăn trộm, nói dối, lừa đảo và bắt nạt một vài bạn học kém nổi tiếng hơn mình ở Trường Trung học Westmore. Greg bị ám ảnh bởi địa vị xã hội của mình, nhưng lại bị những học sinh lớn hơn ở trường và anh trai tuổi teen Rodrick bắt nạt. Cậu thường ngược đãi người bạn thân nhất và duy nhất của mình, Rowley, vì tính cách yếu đuối và kém hòa nhập với xã hội, mặc dù Rowley có một gia đình và cuộc sống hạnh phúc. Greg thường xuyên bị điểm kém ở trường, nghiện trò chơi điện tử, đặc biệt là Twisted Wizard và thích đồ ăn vặt. Bất chấp những đặc điểm tiêu cực này, cậu vẫn thể hiện tính nhân văn, sự nhạy cảm và quan tâm đến những người mình yêu thương.
Vì những phẩm chất này, người dùng Internet bắt đầu đặt câu hỏi liệu Greg có mắc chứng rối loạn nhân cách chống đối xã hội hay không. Jeff Kinney đã phát biểu:
Greg đang ghi lại cuộc đời mình vào thời điểm lẽ ra cậu ta không nên ghi lại. Điều đó đúng khi cậu chưa phải là một con người hoàn chỉnh, và tôi nghĩ rằng những người gán cho Greg cái mác này gần như đã bỏ lỡ trò đùa. Ngay lập tức, Greg nói: "Một ngày nào đó tôi sẽ giàu có và nổi tiếng...hơn là việc suốt ngày phải trả lời những câu hỏi ngốc nghếch của cánh phóng viên". Dù đó là gì đi nữa - tôi không chắc bạn đặt tên cho nó như thế nào - nó đã sai. Đó là một chút tự mãn. Nhưng tôi không nghĩ có điều gì tệ hơn thế.

Trong những trường hợp cụ thể, Kinney cũng đã làm rõ rằng Greg được cho là đại diện cho một đứa trẻ bình thường và không làm bất cứ điều gì mà một học sinh cấp hai ích kỷ bình thường sẽ không làm. Kinney chưa bao giờ có ý định viết sách cho trẻ em, đây là lý do tại sao Greg là một nhân vật phức tạp và thiếu sót. Kinney cũng đã phủ nhận các lý thuyết về bệnh xã hội khi nói rằng ông luôn coi Greg là một "đứa trẻ chính xác" và những người cho phủ nhận điều đó đã "bỏ lỡ trò đùa".

## Trong phim
Trong ba lần chuyển thể đầu tiên của bộ truyện, Greg do nam diễn viên Zachary Gordon thể hiện. Tuy nhiên, trong bộ phim chuyển thể từ Kỳ nghỉ thảm khốc, Greg lại được đóng bởi Jason Drucker. Sau khi loạt phim được tái khởi động trong quá trình mua lại 21st Century Fox, Greg được lồng tiếng bởi Brady Noon trong bộ phim hoạt hình chuyển thể từ cuốn sách đầu tiên và phần tiếp theo của phim này. Wesley Kimmel lồng tiếng cho Greg trong bộ phim hoạt hình thứ ba.

## Tiếp nhận

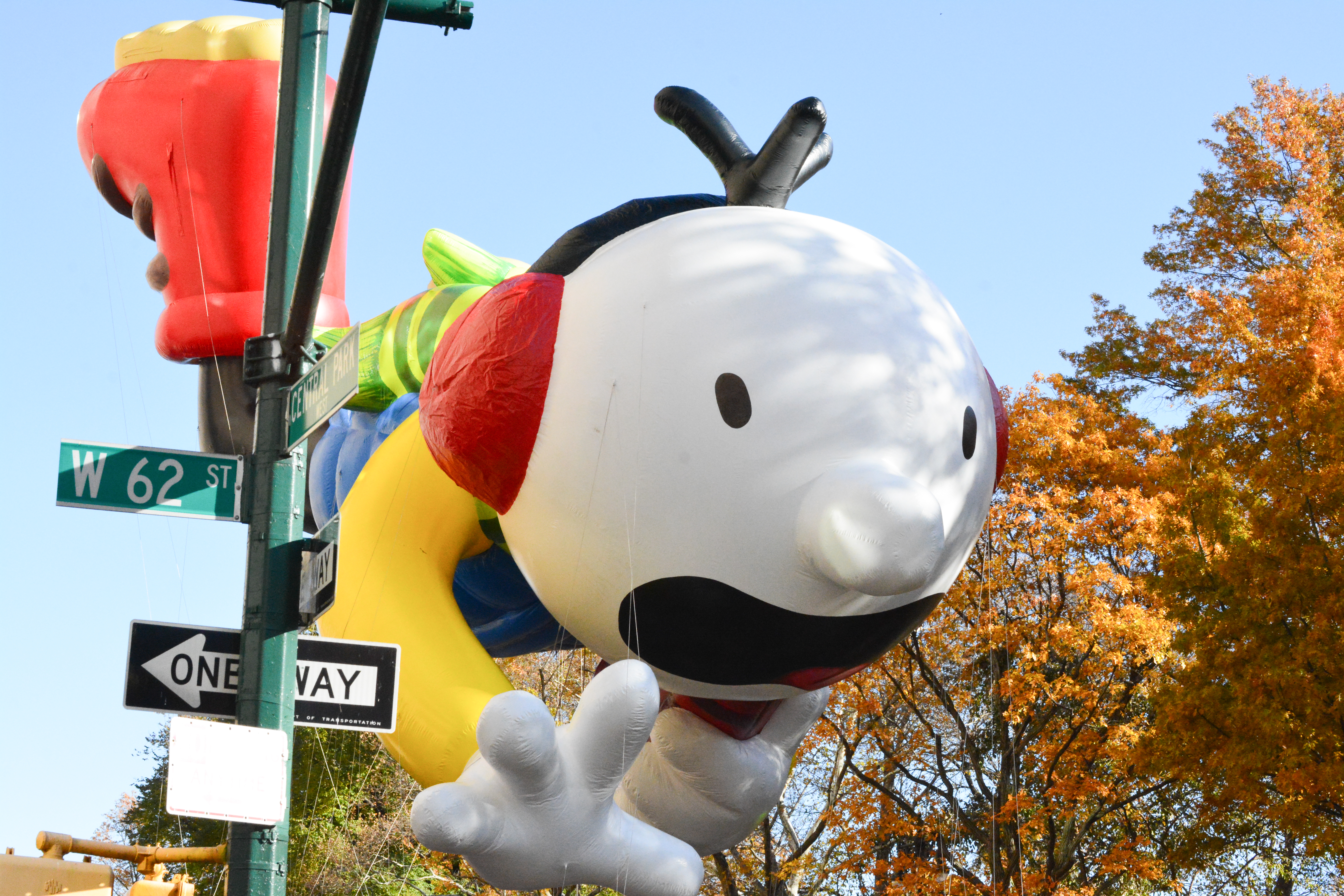
Greg tại Cuộc diễu hành ngày Lễ Tạ ơn của Macy

Do tính cách tự ái và ích kỷ của Greg, một số phụ huynh bắt đầu băn khoăn liệu Greg có ảnh hưởng tiêu cực đến trẻ em hay không. Tại Texas vào tháng 10 năm 2018, cuốn sách bị đòi cấm do đạo đức tồi tệ và thế giới quan bi quan của Greg. Năm 2008, Aish cho rằng nhân vật này "hoàn toàn quỷ quái" và khuyên các bậc cha mẹ tránh bộ truyện này bằng mọi giá. Theo Tidy Books, Greg chưa bao giờ rút kinh nghiệm từ những bài học của mình và hiếm khi bị trừng phạt hoặc đưa ra lời xin lỗi chân thành, đồng thời lối viết quá tinh tế để bọn trẻ nhận ra rằng cậu đang làm sai và là một người kể chuyện không đáng tin cậy.
Phiên bản phim cũng được đón nhận tương tự, khi Rotten Tomatoes nói rằng Greg là một "nhân vật chính khó ưa". Margaret Pomeranz không thích nhân vật Greg Heffley, nói rằng "Tôi thực sự nghĩ cậu ta thật khó chịu. Tôi không muốn dành thời gian cho cậu ta. Tôi chỉ mong phim này kết thúc." Tuy nhiên, sự đón nhận đối với nhân vật đã được cải thiện kể từ bộ phim đầu tiên và trong bài đánh giá về bộ phim Mùa hè tuyệt vời, Abby West của Entertainment Weekly viết: "mặc dù thường tự cho mình là trung tâm và tỏ ra quỷ quyệt, Greg vẫn là một đứa trẻ dễ mến".